# وريد فرد
الوريد المفرد أو الوريد الفرد هو وريد يصعد على الجانب الأيمن للسلسلة الفقرة الصدرية. يمثل أيضًا هذا الوريد ناقل بديل للدم إلى الأذين الأيمن عن طريق السماح للدم بالعبور بين الوريدين الأجوفين العلوي والسفلي عندما يقفل أحدهما.
سمّي هذا الوريد بهذا الاسم لأنه لا يوجد له وريد مماثل في الجزء الأيسر من الجسم.

## تكوين الوريد
يقوم الوريد الفرد بنقل الدم منزوع الأكسجين من الجدار الخلفي للصدر والبطن إلى الوريد الأجوف العلوي. تفاصيل تشريح هذا الوريد قد تختلف بعض الشيء، حيث أنه من الاختلافات النادرة أن يقوم الوريد بتصريف الأوردة الصدرية، والأوردة القصبية وكذلك الأوردة التناسلية.
يتكوّن هذا الوريد عن طريق اتحاد الأوردة القطنية الصاعدة مع أوردة تحت الضلع اليمنى، في مستوى الفقرة الصدرية الثانية عشر، ويقوم بالصعود خلال المنصف الخلفي، ويتقوّس للخلف فوق القصبة الرئيسية اليمنى  في جذر الرئة اليمنى ليتحد مع الوريد الأجوف العلوي. هذا التقوّس يعتبر أحد أهم العلامات التشريحية المهمة. في إحدى الحالات التشريحية النادرة يقوم الوريد بالإزاحة وحشيًا، وينشيء حاجز جنبي ليفصل فص الفرد من الفص العلوي للرئة اليمنى.
الرافد الرئيسي للوريد يسمى وريد ردف الفرد، وهو وريد مشابه على الجانب الآخر للعمود الفقري. من الروافد أيضًا لهذا الوريد: الأوردة القصبية، والأوردة التأمورية، والأوردة الوربية، وتتصل هذه الأوردة مع الضفيرة الوريدية الفقرية.

## جهاز الفرد الوريدي
جهاز الفرد الوريدي يتكوّن من وريد الفرد، بالإضافة إلى الوريد المقابل في الجهة اليسرى وريد ردف الفرد ووريد ردف الفرد الملحق.

## أصل الكلمة
في الجذور اليونانية تعني "zyg" الزوج أو الثنائي، بينما تعني البادئة 'A' النفي. لذلك فإن كلمة "azygos" تعني الغير ثنائي أو (الفرد). الوريد الفرد هو الوحيد الموجود في الجسم ويسمى بهذه التسمية ويوجد دائمًا في النصف الأيمن للجسم. وجود الوريد ردف الفرد وفرعه الملحق في النصف الأيسر للجسم يعتبر أحد روافد الوريد الفرد، أكثر من كونه مماثل له في الجانب الأيسر.
هذه التسمية صحيحة فقط في بعض الأنواع كالإنسان، والكلاب والقطط، بينما في بعض الحيوانات المجترّة (مثل الأغنام والأبقار) فهي خاطئة حيث تحتوي هذه الحيوانات على زوج من الوريد الفرد.

## صور إضافية

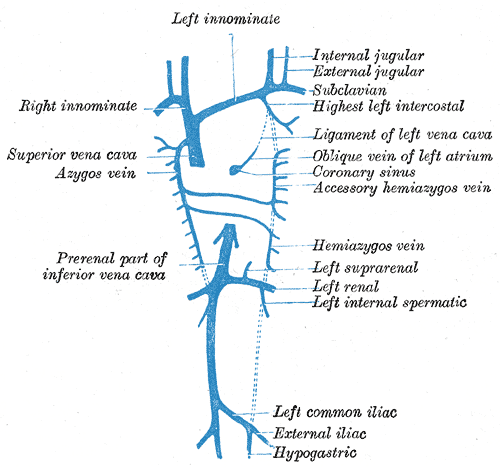
شكل توضيحي يظهر تطور الأوردة الجدارية.
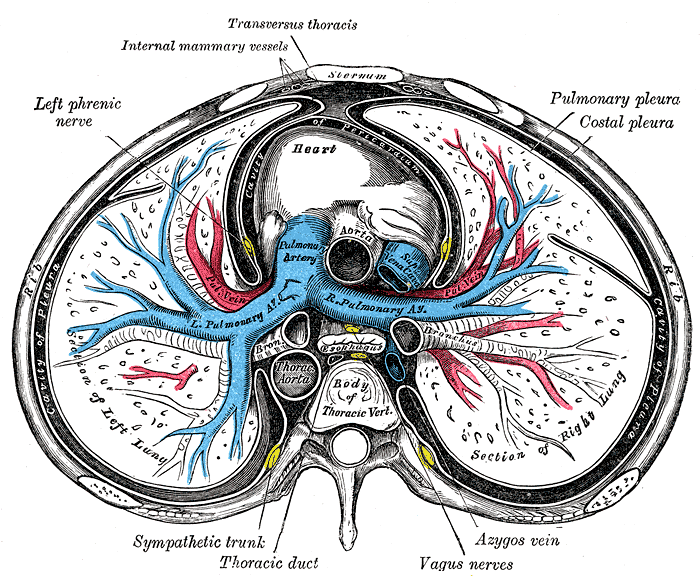
مقطع مستعرض للصدر، ويظهر علاقة الشريان الرئوي.
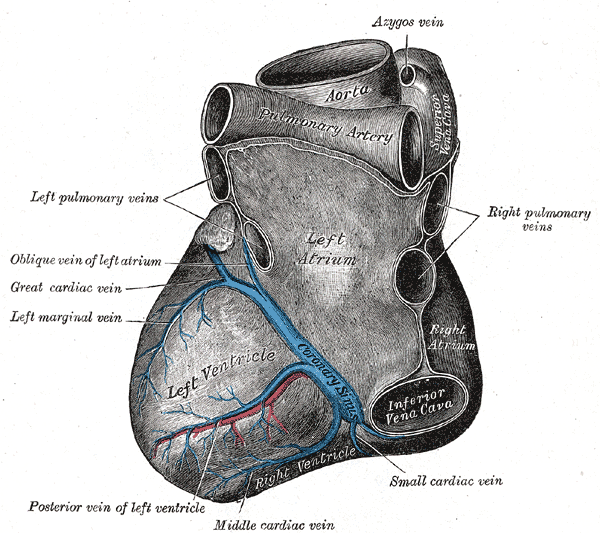
القاعدة والسطح الحجابي للقلب.
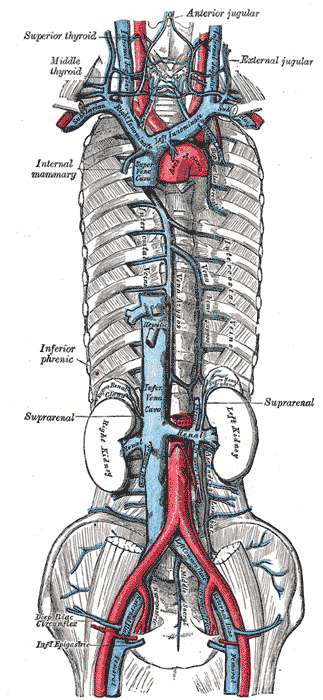
الوريدين الأجوفين والوريد الفرد، وروافدهما.
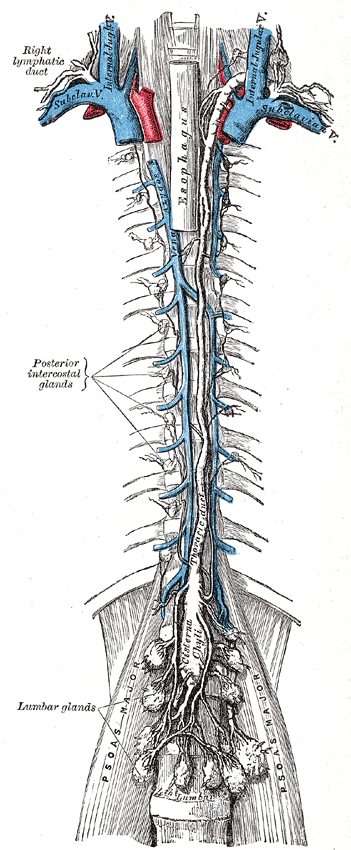
القناة اللمفية الصدرية واليمنى.
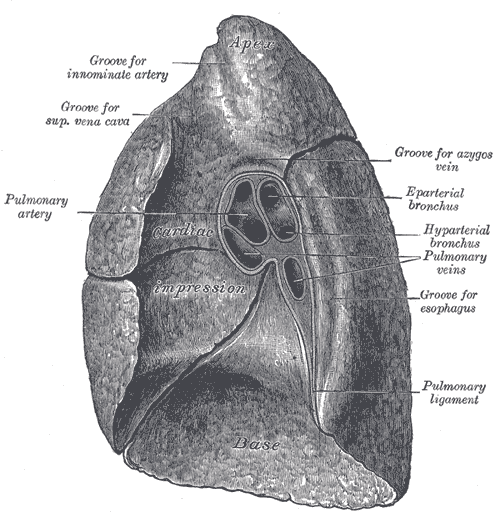
السطح المنصفي للرئة اليمنى.

## وصلات خارجية
- أشكال تشريح صني 19:03-03 - "الجانب الأيمن للمنصف."
- Dissection at lumc.edu
- Radiology at umich.edu